# Johann Klefeker

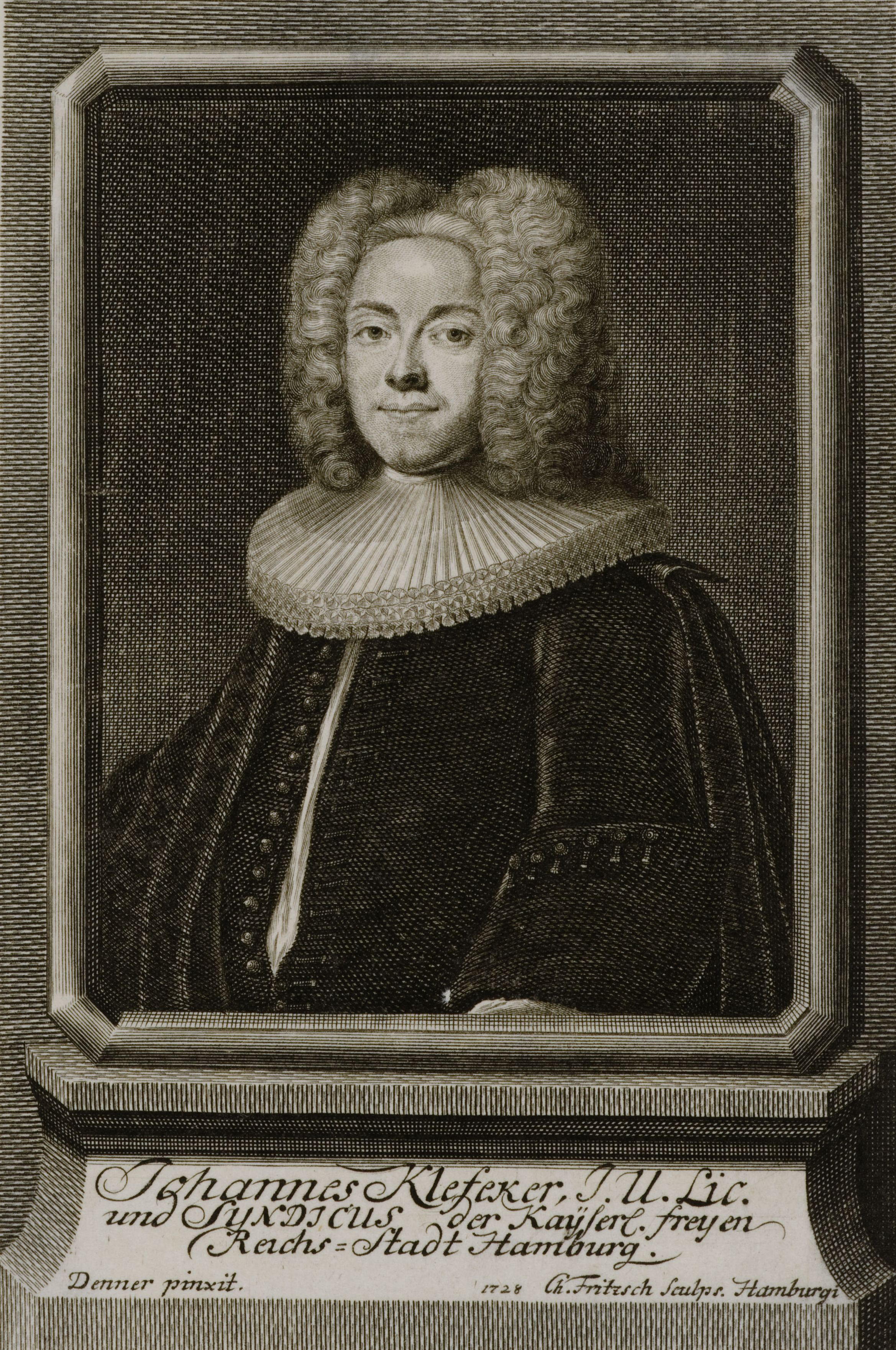
Kupferstich von Christian Fritzsch (1728)

Johann Klefeker (* 14. August 1698 in Hamburg; † 2. November 1775 ebenda) war ein deutscher Syndikus.

## Leben und Wirken
Klefeker war Sohn eines Kämmereischreibers. Er studierte zunächst Rechtswissenschaften an der Universität Tübingen, wo er 1720 den Grad des Lizenziaten erwarb. Anschließend reiste er durch Deutschland und Skandinavien und übernahm ab 1721 diplomatische Aufgaben im Sinne Hamburgs, unter anderem als Gesandter in Wien. Ab 1725 trat er eine Stelle als Syndikus in Hamburg an und beeinflusste in den nächsten Jahrzehnten maßgeblich die Politik der Hansestadt. Er erstellte Sammlungen von Verfassungen und Gesetzestexten, die grundlegende Informationen für die Stadtverwaltung, die Wirtschaft und die Rechtsprechung darstellten. Seine Schriftstücke sind oftmals die ersten historischen Darstellungen in diesen Fachbereichen.
Klefeker war einer der wichtigsten Unterstützer der Aufklärung in Hamburg.